# صلاة الاحتياط

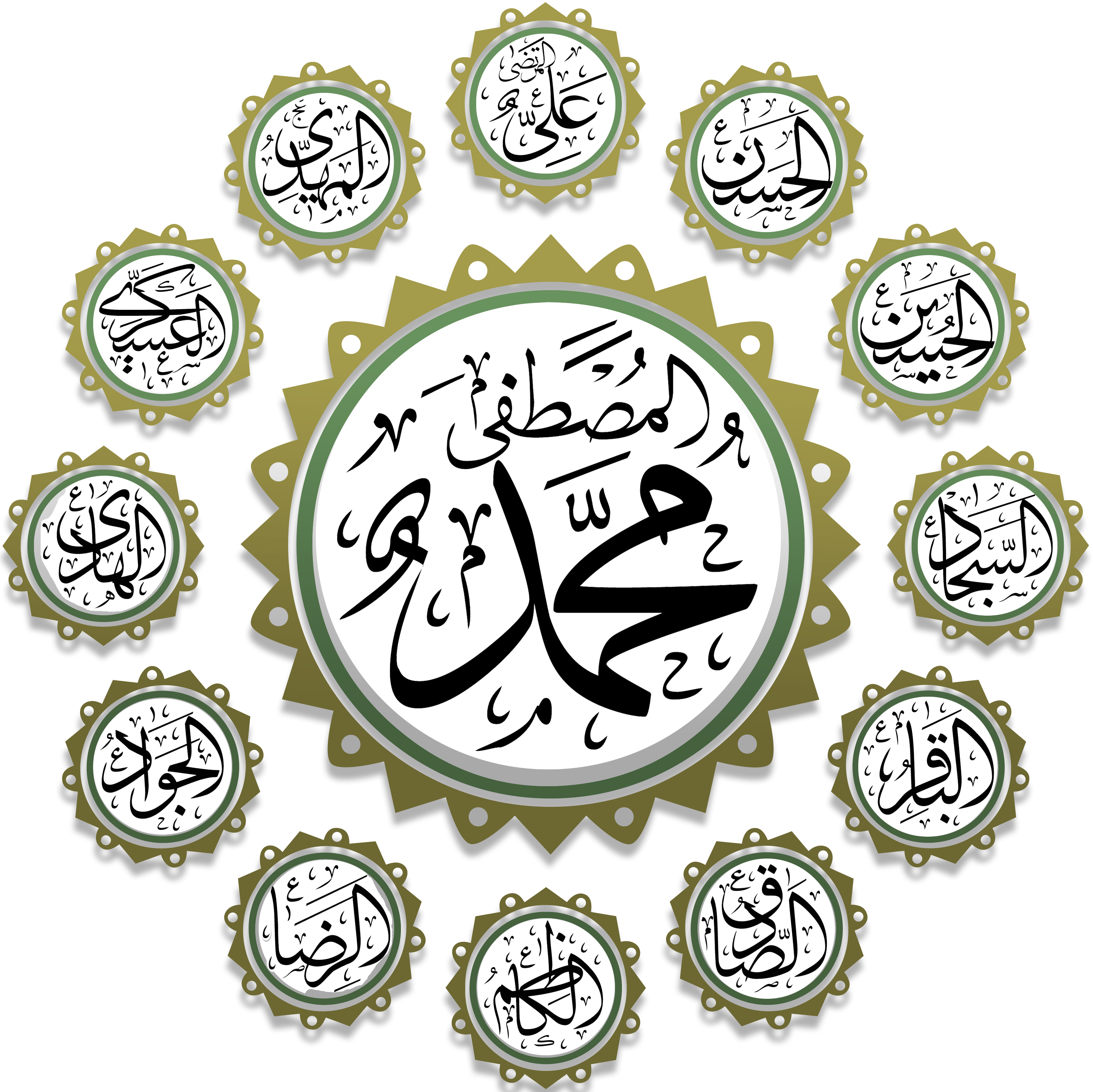
اسم الرسول مع الأئمة الاثنا عشر

صلاة الاحتياط هي الصلاة التي يؤتى بها بعد الفريضة عند الشيعة إلّا أنّها غير موجودة في المذاهب الإسلامية الأخرى، تداركاً لنقص الذي يحدث للمصلي في الفريضة. وتختلف صلاة الاحتياط تبعًا لاختلاف الشكوك في صلوات الفرائض.

## حكمها
حكم صلاة الاحتياط واجبة.

## كيفيتها
- النية
- تكبيرة الإحرام
- قرآءة سورة الفاتحة فقط إخفاتاً.
- الركوع
- السجدتين
- إذا كانت ركعة واحدة فيأتي بـالتشهد، وإن كانت ركعتين فيأتي بالتشهد والتسليم بعد الركعة الثانية.

## الشكوك التي تستوجب صلاة الاحتياط
1. الشك بين الركعة الثانية والثالثة بعد السجدة الثانية؛ يبني المصلي على الثلاث ويُتم صلاته ثم يأتي بعدها بركعة احتياط من قيام أو ركعتين من جلوس.
2. الشك بين الركعة الثانية والرابعة بعد السجدة الثانية؛ يبني على الأربع ويُتم صلاته ثم يأتي بعدها بركعتين احتياط من قيام.
3. الشك بين الركعة الثانية والثالثة والرابعة بعد السجدتين؛ يبني على الأكثر ( أي على الأربع ) ويتم صلاته ثم يأتي بركعة احتياط من قيام أو ركعتين احتياط من جلوس.
4. الشك بين الركعة الثالثة والرابعة في أي حال كان المصلي؛ يبني كالحالات السابقة على الأكثر ( أي على الأربع ) ويُتم صلاته ثم يأتي بركعة احتياط من قيام أو ركعتين من جلوس.
5. الشك بين الركعة الثانية والخامسة في حال القيام؛ يجلس المصلي مباشرة ويبني على الأربع ويتم صلاته ثم يحتاط بركعتين من قيام.
6. الشك بين الركعة الثالثة والرابعة والخامسة في حال القيام؛ يجلس مباشرة ويبني على الأربع ويُتم صلاته ثم يأتي بركعتين احتياط من قيام وركعتين احتياط من جلوس.
7. الشك بين الأربع والخمس حال القيام؛ يجلس مباشرة ويبني على الأربع ويُتم صلاته ثم يأتي بركعة احتياط من قيام أو ركعتين من جلوس.[2]

## أحكام صلاة الاحتياط
1. أن يؤتى بصلاة الاحتياط قبل الإتيان بشيء من منافيات الصلاة، أي يؤتى بها مباشرة بعد الفريضة.[3]
2. صلاة الاحتياط ليس فيها أذان ولا إقامة ولا سورة غير سورة الفاتحة ولا قنوت.
3. لا يجوز تركها وإعادة الفريضة من جديد.

## انظر ايضاً
- قاعدة الفراغ والتجاوز
- صلاة الغفيلة
- صلاة الوحشة

## وصلات خارجية
- طريقة صلاة الاحتياط - صباح شبر
- صلاة الاحتياط